# Saint-Martin-d’Auxy
Saint-Martin-d’Auxy település Franciaországban, Saône-et-Loire megyében. Lakosainak száma 146 fő (2022. január 1.). Saint-Martin-d’Auxy Saint-Laurent-d’Andenay, Saint-Privé, Saint-Micaud és Marcilly-lès-Buxy községekkel határos.

## Népesség
A település népessége az elmúlt években az alábbi módon változott:
| Lakosok száma | 95   | 97   | 109  | 111  | 118  | 120  | 135  | 142  | 146  |
|               | 2013 | 2015 | 2016 | 2017 | 2018 | 2019 | 2020 | 2021 | 2022 |